# Vuelta al Táchira 2002
La 37ª edición de la Vuelta al Táchira se disputó desde el 12 hasta el 24 de enero de 2002.
Perteneció al calendario de la Federación Venezolana de Ciclismo. El recorrido contó con 13 etapas y 1811 km, transitando por los estados de Lara, Portuguesa, Barinas, Mérida y Táchira.
El ganador fue el venezolano Freddy Vargas del equipo Kino Táchira, quien fue escoltado en el podio por Noel Vásquez y José Rujano.
Las clasificaciones secundarias fueron; Noel Vásquez ganó la clasificación por puntos, Carlos Maya la montaña, el sprints para Pedro Pablo Pérez, el sub-23 para Freddy Vargas y la clasificación por equipos la ganó el equipo Lotería del Táchira

## Equipos participantes
Participaron 18 equipos conformados por entre 6 y 8 corredores, de los cuales catorce fueron venezolanos y cuatro extranjeros con equipos de Colombia, República Dominicana, Cuba y Bolivia. Iniciaron la carrera 130 ciclistas de los que finalizaron 66.